# Pogonotriccus eximius
El orejerito cejudo (Pogonotriccus eximius), también conocido como atrapamoscas sureño o mosqueta media luna (en Argentina y Paraguay), es una especie de ave paseriforme de la familia Tyrannidae, perteneciente al género Pogonotriccus, y colocada anteriormente en el género Phylloscartes por diversos autores. Es nativo del centro oriental de América del Sur. 

## Distribución y hábitat

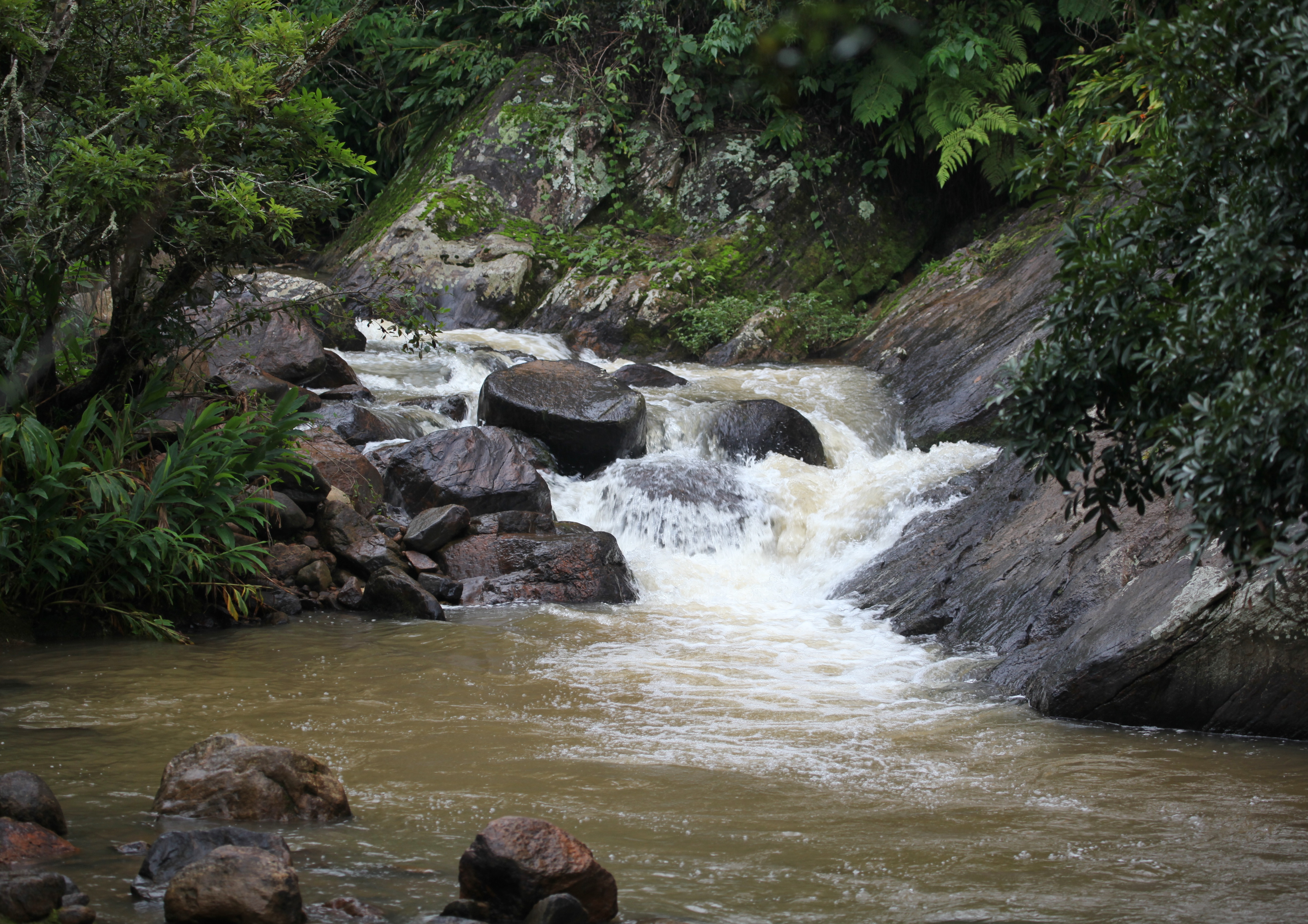
Mata Atlántica en Cambui, Minas Gerais, Brasil, ejemplo de hábitat de la especie.

Se distribuye en el sureste y sur de Brasil (al sur desde Espírito Santo y Minas Gerais, hasta el norte de Río Grande del Sur), este de Paraguay y noreste de Argentina (Misiones).
Esta especie es considerada poco común y local en sus hábitats naturales: los estratos medio y bajo y los bordes de bosques húmedos de la Mata Atlántica, hasta los 600 m de altitud.

## Estado de conservación
El orejerito cejudo ha sido calificado como casi amenazado por la Unión Internacional para la Conservación de la Naturaleza (IUCN) debido a que su población, todavía no cuantificada, se presume estar en decadencia como resultado de la continua pérdida de hábitat.

## Sistemática

### Descripción original
La especie P. eximius fue descrita por primera vez por el naturalista neerlandés Coenraad Jacob Temminck en 1822 bajo el nombre científico Muscicapa eximia; su localidad tipo es: «Brasil; limitado para Ipanema, São Paulo».

### Etimología
El nombre genérico masculino «Pogonotriccus» se compone de las palabras del griego «pōgōn, pōgonōs» que significa ‘barba’, y «τρικκος trikkos»: pequeño pájaro no identificado; en ornitología, triccus significa «atrapamoscas tirano»; y el nombre de la especie «eximius» en latín significa ‘selecto, distinguido’.

### Taxonomía
Esta especie, que exhibe características morfológicas y comportamentales diferenciadas, ya era situada en el género Pogonotriccus por el Congreso Ornitológico Internacional (IOC),  así como por diversos otros autores, y en Phylloscartes por otros. Finalmente, los amplios estudios genéticos de Harvey et al. (2020) confirmaron que Phylloscartes y Pogonotriccus constituyen dos clados diferentes. Sobre estas evidencias, el Comité de Clasificación de Sudamérica (SACC), en la Propuesta No 959 reconocío la inclusión de esta y otras especies en Pogonotriccus.
Es monotípica.